# سیتارا (خواننده)
سیتارا کریشناکومار خواننده، آهنگساز، ترانه‌سرا، رقصنده کلاسیک و بازیگر هندی است. او بیشتر در سینمای مالایالام علاوه بر فیلم‌های تامیل، تلوگو و کانادا کار می‌کند. سیتارا خواننده مشهوری است که در سنت‌های موسیقی کلاسیک هندوستانی و کارناتیک آموزش دیده و همچنین یک خواننده غزل شناخته شده است.
سیتارا در کوژیکود در خانواده کی.ام. کریشناکومار، آکادمیک و سالی کریشناکومار به دنیا آمد. سیتارا که در خانواده‌ای متمایل به هنرهای کلاسیک متولد شد، از کودکی به دنیای موسیقی معرفی شد و از چهار سالگی شروع به خواندن کرد.
او در ۳۱ اوت ۲۰۰۷ با ساجیش ام. متخصص قلب ازدواج کرد و این زوج دارای یک دختر به نام ساوان ریتو، متولد ۹ ژوئن ۲۰۱۳ هستند. خانواده در آلووا، کوچی، کرالا ساکن هستند.